# Carretera Estatal de Florida 826
La Carretera Estatal 826 es una Carretera Estatal de Florida en el condado de Miami-Dade. La mayoría de la ruta forma parte de la Autopista Palmetto que sirve como una ruta variante de Miami. La ruta es señalada como norte-sur desde su extremo sur donde se conecta con la US 1 en Pinecrest, hasta que la autopista gira 90 grados hacia el este en Miami Lakes. Desde Miami Lakes hasta la playa en Sunny Isles Beach, la ruta es señalada este-oeste. La ruta al este del intercambio Golden Glades, donde se termina la Autopista Palmetto, toma la forma de una calle superficial, primero la Calle 167 Norte, y luego la Calle 163 Norte. La ruta 826 fue designada cuando el sistema de carreteras estatales fueron renumeradas en 1945, y inicialmente consistía de solo la sección superficial en el noreste del condado. La autopista que continúa la ruta hacia el oeste y sur fue construida entre 1958 y 1961. En diferencia con la mayoría de otras autopistas en el condado, la autopista ni tiene peajes ni forma parte del sistema Interestatal.